# Consiliència
La consiliència (també anomenada confluència o convergència d’evidències) és un concepte de filosofia de la ciència encunyat per William Whewell que afirma que una conclusió té un grau més alt de certesa quan s'hi arriba per conclusions parcials independents. Si diferents pensadors o científics arriben a un resultat de forma independent, encara que aquests resultats puguin ser febles per si sols, multipliquen el seu valor en ser confluents. Cada estudiós ha d'usar metodologies o apropaments diferents i no replicar sense intenció el mateix estudi.
La consiliència assegura que cada mètode és vàlid per ell mateix, car assoleix conclusions validades per altres mètodes, potser fins i tot de camps d'estudi diversos. Parteix dels pressupòsits que existeix un món real que es pot conèixer mitjançant el mètode científic, encara que l'objecte d'anàlisi sigui complex i requereixi que diverses disciplines s'hi apropin.
Es relaciona amb els criteris de coherència de la veritat en filosofia i amb la noció d'unitat del coneixement segons la qual el saber és únic i només difereixen les vies i graus d'assoliment.